# 赤石川

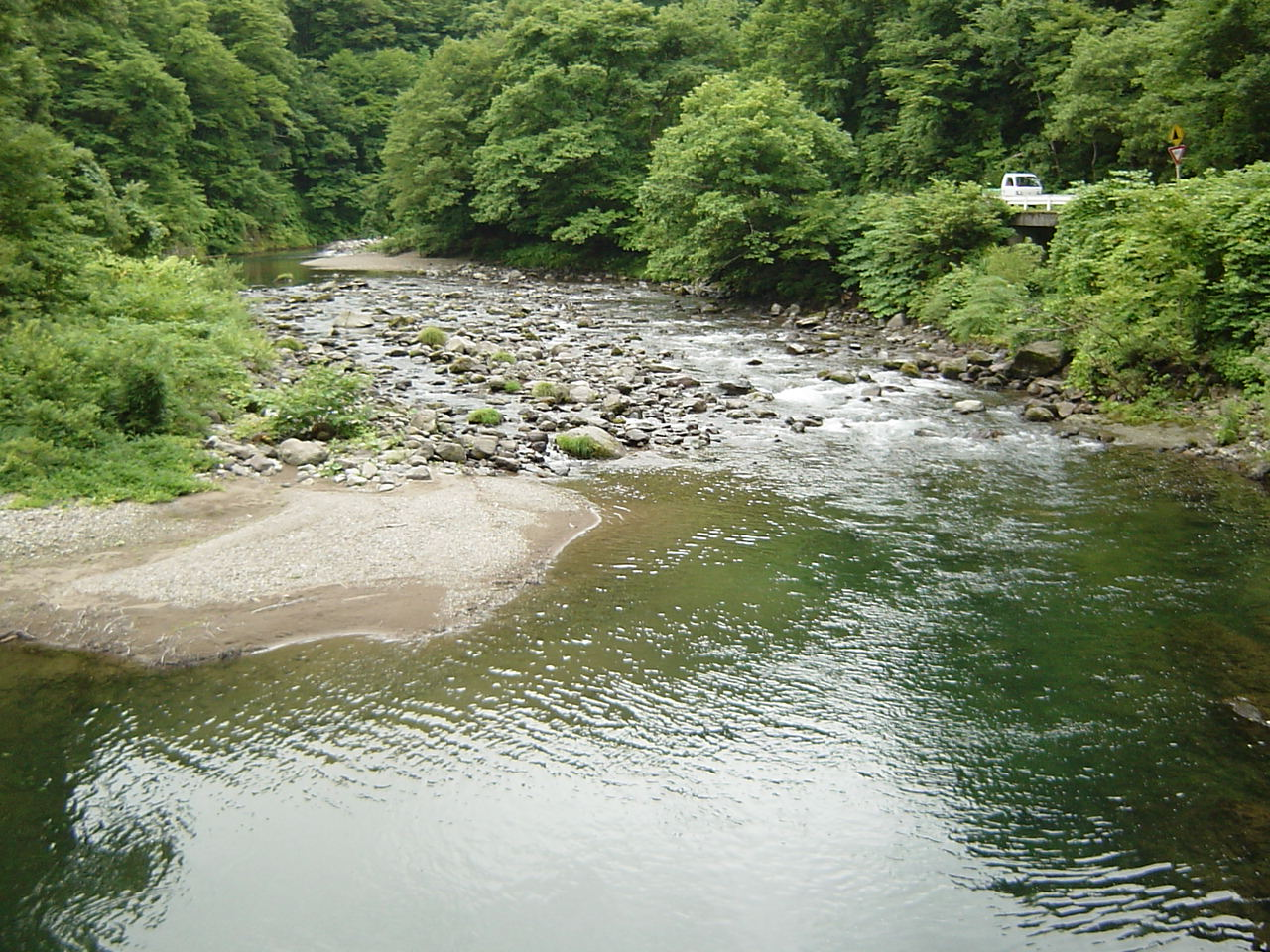
赤石川の中流域

赤石川（あかいしがわ）は、青森県西津軽郡鯵ヶ沢町西部を流れ日本海に注ぐ二級河川。

## 概要
赤石川水系の本流で青森県西津軽郡鯵ヶ沢町南部の秋田県との境界にある白神山地の真瀬岳や二ツ森などの山々に源を発する。鯵ヶ沢町の西側を北に流れ、JR五能線の陸奥赤石駅付近で日本海に注ぐ。全域が鯵ヶ沢町に属する。流路延長44.6kmのうち河川法に基づく二級河川の指定区間は34.7km近くある。
上流では深い渓谷が続き、赤石渓流など数多くの支流が見られる。中流域もV字谷や渓谷が続く。下流域では稲作の用水に使用されている。
上流部の世界遺産・白神山地のバッファゾーンに赤石ダム（赤石堰堤）があり、そこからの水の大部分はトンネルで深浦町の大池系発電所に送られる。

## 自然
上流部は世界自然遺産にも登録されている白神山地の中にあり、原生的なブナの天然林が生い茂っている。そのため上流域は「白神山地世界自然遺産地域」や「白神山地森林生態系保護地域」に設定されている。また中流域も赤石渓流として知られる景勝地で「赤石渓流暗門の滝県立自然公園」に指定されている。標高差は追良瀬川ほどではないが流れが穏やかである。支流の滝川では沢登りを楽しむ人が多い。
全身が金色に輝く金アユで有名であり、全国から釣り人が訪れる。

## 支流
下流より記載。（右）は右岸への合流を示す。
- 沼ノ沢（右）
  - 滝ノ沢
- 恩愛沢（右）
- 佐内沢
- 赤沢（右）
- 銀沢（右）
- 大沢（右）
- 一の沢
- 滝ノ沢
  - （くろくまの滝）
- 杉ノ沢
- 女行沢（右）
- 津軽沢（右）※
- 櫛石沢（右）
- （赤石堰堤）
- 滝川

※2つの津軽沢